# 1818
Промислова революція •  Російська імперія • Боротьба країн Латинської Америки за незалежність

## Геополітична ситуація
У Росії царює імператор Олександр I (до 1825). Російській імперії належить більша частина України, значна частина Польщі, Грузія, частина Закавказзя, Фінляндія. Україну розділено між двома державами — Королівство Галичини та Володимирії належить Австрії, Правобережжя, Лівобережжя та Крим — Російській імперії. Задунайська Січ існує під протекторатом Османської імперії.
В Османській імперії править султан Махмуд II (до 1839). Під владою османів перебувають Близький Схід та Єгипет, Середземноморське узбережжя Північної Африки, частина Закавказзя, значні території в Європі: Греція, Болгарія і Сербія. Васалами османів є Волощина та Молдова.
Австрійську імперію очолює Франц II (до 1835). Вона охоплює, крім власне австрійських земель, Угорщину з Хорватією, Трансильванію, Богемію, Північну Італію. Король Пруссії — Фрідріх-Вільгельм III (до 1840). Баварське королівство очолює Максиміліан I (до 1825). Австрія, Пруссія, Баварія та інші німецькомовні держави об'єднані в Німецький союз.
У Франції править Людовик XVIII (до 1824). Франція має колонії в Карибському басейні, Південній Америці та Індії. На троні Іспанії сидить Фернандо VII (до 1833). Королівству Іспанія належать Нова Іспанія, Нова Гранада, Віцекоролівство Перу, Внутрішні провінції в Америці, Філіппіни. Повсюди в Латинській Америці триває національно-визвольна боротьба. Об'єднані провінції Ріо-де-ла-Плати та Чилі проголосили незалежність від іспанської корони. У Португалії королює Жуан VI (до 1826). Португалія має володіння в Бразилії, в Африці, в Індії, в Індійському океані й Індонезії.
На троні Великої Британії сидить Георг III (до 1820). Через психічну хворобу короля, триває Епоха Регентства. Британія має колонії в Північній Америці, на Карибах та в Індії. Королівство Нідерланди очолює Віллем I (до 1840). Король Данії та Норвегії — Фредерік VII (до 1863), на шведському троні Карла XIII змінив Карл XIV Юхан Бернадот (до 1844). Італія розділена між Австрією та Королівством Обох Сицилій. Існує Папська держава з центром у Римі.
Сполучені Штати Америки займають територію частини колишніх британських колоній та купленої у Франції Луїзіани. Посаду президента США обіймає Джеймс Монро. Територія на півночі північноамериканського континенту належить Великій Британії, вона розділена на Нижню Канаду та Верхню Канаду, територія на півдні та заході континенту належить Іспанії.
В Ірані при владі Каджари. Британська Ост-Індійська компанія захопила контроль майже над усім Індостаном. У Пенджабі існує Сикхська держава. У Бірмі править династія Конбаун, у В'єтнамі — династія Нгуєн. У Китаї володарює Династія Цін. В Японії триває період Едо.

## Події

### В Україні
- Засновано Полтавське духовне училище.

### У світі
- Третя англо-маратхська війна:
  - 1 січня війська Британської Ост-Індської компанії завдали поразки маратхам у битві під Корегаоном.
  - 1 липня Британська Ост-Індська компанія перемогла марахтського пешву Баджі Рао II, і здобула контроль майже над усією Індією.
- 5 лютого помер шведський та норвезький король Карл XIII. Його наступник Карл XIV Юхан Бернадот започаткував династію Бернадотів.
- 12 лютого проголошено незалежність Чилі.
- 15 березня у ході Першої семінольської війни США вторглися в Флориду.
- 4 квітня Конгрес США затвердив прапор країни у вигляді 13 біло-червоних смужок і зірок за кількістю штатів (на той час — 20).
- 5 квітня патріотичні сили на чолі з Хосе Сан Мартіном завдали поразки іспанським роялістам у битві під Майпу.
- 4 серпня на виборах у Сполученому королівстві перемогли торі.
- 20 жовтня угода між Британією та США встановила кордон між країнами в Північній Америці на захід від Лісового озера по 49 паралелі.
- 20 листопада Симон Болівар проголосив незалежність Венесуели від Іспанського королівства
- 3 грудня Іллінойс став 21 штатом США.

### Наука
- Огюстен Френель подав на розгляд Академії наук мемуар, в якому, виходячи з хвильових уявлень про природу світла, пояснювалося явище дифракції.
- Луї Жак Тенар відкрив перекис водню.
- Джон Росс вирушив на пошуки Північно-Західного проходу.
- Джеймс Бланделл зробив перше переливання крові.

### Культура
- У Лондоні анонімно опубліковано роман Мері Шеллі «Франкенштейн, або Сучасний Прометей».
- Артур Шопенгауер опублікував «Світ як воля та уявлення».
- Відбулася прем'єра опери Джоаккіно Россіні «Сорока-злодійка».
- Уперше в австрійському селі Оберндорф-бай-Зальцбург прозвучала різдвяна колядка «Тиха ніч».

## Народились
- 11 березня — Маріус Петіпа, російський балетмейстер, педагог, танцівник французького походження
- 4 квітня — Томас Майн Рід, англійський письменник
- 5 травня — Карл Маркс, німецький філософ-соціаліст, засновник (разом з Фрідріхом Енгельсом) теорії комунізму
- 17 червня — Шарль Гуно, французький композитор
- 28 жовтня — Тургенєв Іван Сергійович, російський письменник
- 24 грудня — Джеймс Прескот Джоуль, англійський фізик